# Sybra flavoides
Sybra flavoides är en skalbaggsart som beskrevs av Stefan von Breuning 1964. Sybra flavoides ingår i släktet Sybra och familjen långhorningar.
Artens utbredningsområde är Fiji. Inga underarter finns listade i Catalogue of Life.